# Forsing
Forsing (používá se též anglický termín forcing) je v matematice obecná důkazová technika, která je základní metodou pro dokazování relativních konzistencí v teorii množin. Poprvé ji použil roku 1962 americký matematik Paul Cohen. O rok později užitím forsingu dokázal bezespornost negace hypotézy kontinua s axiomy Zermelo-Fraenkelovy teorie množin. Ještě v 60. letech 20. století byla rozpracována Dana Scottem, Robertem Solovayem a Petrem Vopěnkou do teorie booleovsky ohodnocených modelů. Forsing je v současné době v podstatě univerzální metodou pro dokazování relativních konzistencí v teorii množin.

## Princip forsingu
Tento odstavec obsahuje velmi zjednodušené podání základní myšlenky forsingu, které má pouze motivační smysl a je matematicky zcela nepřesné. Přesný popis metody forsingu je v následujících odstavcích.
Metoda forsingu spočívá v rozšiřování modelů teorie množin do modelů nových přidáním prvků, které zajistí platnost požadovaného tvrzení v takto rozšířeném modelu.
V obecné výchozí situaci je tedy dán nějaký model {\displaystyle M} teorie množin, o kterém díky Löwenheim-Skolemově větě můžeme předpokládat, že je spočetný (to je čistě technický požadavek, který je možno obejít). Předpokládejme, že je dán nějaký model teorie množin {\displaystyle N} rozšiřující {\displaystyle M}, tj. {\displaystyle M\subseteq N}. V této situaci mohou existovat prvky modelu {\displaystyle N}, které nejsou prvky {\displaystyle M}, ale jsou podmnožinami {\displaystyle M}, tj. taková {\displaystyle x}, že {\displaystyle x\in N\setminus M} a {\displaystyle x\subseteq M} (taková x jsou pak „polomnožinami“ v {\displaystyle M}). Cílem forsingu je sestrojit nějaký model {\displaystyle M[G]} ležící mezi {\displaystyle M} a {\displaystyle N}, tj. takový, který obsahuje všechny prvky {\displaystyle M} a navíc i některé podmnožiny {\displaystyle M}, které v {\displaystyle M} neleží, ale leží v {\displaystyle N}.
Myšlenku konstrukce modelu {\displaystyle M[G]} lze velmi zjednodušeně vyjádřit následovně. Ty podmnožiny {\displaystyle M}, které v novém modelu {\displaystyle M[G]} mají být, lze ohodnotit číslem {\displaystyle 1} a zbylé množiny číslem {\displaystyle 0}. Protože však předem nevíme, které množiny musí v {\displaystyle M[G]} být, aby byl modelem teorie množin, nestačí ohodnocovat pouze pomocí nul a jedniček, ale je nutné použít strukturu nějaké Booleovy algebry {\displaystyle B\in M}. Každé podmnožině {\displaystyle M} pak je přiřazena nějaká booleovská hodnota {\displaystyle b\in B}, která určuje „míru“ jejího náležení do {\displaystyle M[G]}. Ty množiny, které do {\displaystyle M[G]} nakonec budou skutečně zařazeny, lze určit pomocí nějakého filtru {\displaystyle G\in N} na {\displaystyle B}. Přesněji {\displaystyle x\in M[G]} právě tehdy když je booleovská hodnota {\displaystyle x} v {\displaystyle G}.

## Pozadí
Zermelova–Fraenkelova axiomatizace teorie množin (značená ZF) byla vytvořena jako pokus reprezentovat matematickou pravdu (to, co opravdu „platí“) ve všech disciplínách matematiky. Ukázalo se, že bez AC (axiom výběru) v ní nelze dokázat některé důležité věty i evidentně pravdivá tvrzení. Zároveň však AC vedl k řadě paradoxů a potíží: nekonstruktivní důkazy, Banachův–Tarského paradox atd.
Matematiky proto počátkem 20. století rozdělovala otázka, zda AC přijmout, tj. pokládat za pravdu vše, co z něho plyne. Zkoumali, zda z axiomů ZF je AC dokazatelný (tj. „ZF + negace AC“ je sporná) nebo je dokazatelná jeho negace, tj. je sporná teorie „ZF+AC“, zvaná též „ZFC“. Ve 30. letech Kurt Gödel dokázal pomocí konstruovatelných množin, že ZFC je relativně bezesporná vůči ZF – tj. je bezesporná, pokud je bezesporná ZF (což je nemožné ověřit vzhledem k druhé Gödelově větě o neúplnosti).
Otázka, zda ZF s negací AC je bezesporná (relativně vůči ZF), odolávala úsilí matematiků mnohem déle, protože chyběly prostředky, jak tvořit nové modely. Tuto potřebu forsing naplnil mj. tím, že
- Prokázal relativní bezespornost teorie „ZF + non AC“ a teorie „ZFC + non GC“.
- Flexibilita forsingu dává značnou míru kontroly nad vlastností kontinua a dalších kardinálů. Je možné (je-li ZF bezesporná) forsingem vytvořit model, ve kterém prvním kardinálem, na němž GCH (zobecněná hypotéza kontinua) neplatí, je {\displaystyle \aleph _{0}} (Alef 0), tedy neplatí ani samotná hypotéza kontinua. Lze vytvořit model, kde je jím {\displaystyle \aleph _{1}}, {\displaystyle \aleph _{2}} atd.; model, kde je jím {\displaystyle \aleph _{\omega }}, {\displaystyle \aleph _{\omega +1}} atd. (Teorie je bezesporná, právě když má nějaký model -  Gödelova věta o úplnosti predikátové logiky.)
- Lze vytvořit modely, kde je AC porušen konkrétním způsobem, tj. v nichž neplatí některé konkrétní důsledky AC, jako např. Banachův–Tarského paradox nebo existence lebesgueovsky neměřitelné množiny atd.

## Konstrukce generických rozšíření
Pro sestrojení rozšíření {\displaystyle M[G]} k danému modelu {\displaystyle M} se používá technika booleovských jmen.